# Paweł Szafran
Paweł Szafran (ur. 14 stycznia 1972 w Rudniku nad Sanem) – polski piłkarz grający na pozycji pomocnika, trener piłkarski.

## Życiorys
Jest wychowankiem Orła Rudnik. W 1990 roku został piłkarzem Stali Stalowa Wola. W barwach tego klubu występował z krótką przerwą do 2001 roku, rozgrywając w nim 61 spotkań na poziomie pierwszoligowym oraz dwukrotnie do tej ligi awansując. Następnie przez pięć sezonów grał w Tłokach Gorzyce. W 2006 roku wyjechał do Niemiec, gdzie pracował w pizzerii oraz grał w lokalnym klubie SC Hassia Dieburg 1913. Po powrocie do Polski rok później został zawodnikiem Unii Nowa Sarzyna. Następnie był grającym trenerem Orła Rudnik, KS Jarocin i LZS Ździary.

## Statystyki ligowe
| Sezon         | Klub                         | Liga     | Mecze | Gole |
| ------------- | ---------------------------- | -------- | ----- | ---- |
| 1990/1991     | Stal Stalowa Wola            | II liga  | 12    | 1    |
| 1991/1992     | Stal Stalowa Wola            | I liga   | 15    | 0    |
| 1992/1993     | Stal Stalowa Wola            | II liga  | 21    | 1    |
| 1993/1994     | Stal Stalowa Wola            | I liga   | 19    | 0    |
| 1994/1995     | Stal Stalowa Wola            | I liga   | 27    | 3    |
| 1995/1996     | Stal Stalowa Wola            | II liga  | 33    | 7    |
| 1996/1997     | Stal Stalowa Wola            | II liga  | 32    | 5    |
| 1997/1998     | Stal Stalowa Wola            | II liga  | 31    | 3    |
| 1998/1999     | Stal Stalowa Wola            | II liga  | 28    | 3    |
| 1999/2000     | Stal Stalowa Wola            | II liga  | 44    | 9    |
| 2000/2001 (j) | KSZO Ostrowiec Świętokrzyski | II liga  | 5     | 1    |
| 2000/2001     | Stal Stalowa Wola            | II liga  | 31    | 7    |
| 2001/2002     | Tłoki Gorzyce                | II liga  | 35    | 4    |
| 2002/2003     | Tłoki Gorzyce                | II liga  | 31    | 2    |
| 2003/2004     | Tłoki Gorzyce                | II liga  | 23    | 2    |
| 2004/2005     | Tłoki Gorzyce                | III liga | ?     | ?    |
| 2005/2006     | Tłoki Gorzyce                | III liga | ?     | ?    |
| 2007/2008     | Unia Nowa Sarzyna            | IV liga  | ?     | ?    |
| 2008/2009     | Unia Nowa Sarzyna            | III liga | 27    | 0    |
| 2009/2010     | Unia Nowa Sarzyna            | III liga | 23    | 0    |
| 2010/2011     | Unia Nowa Sarzyna            | III liga | 21    | 0    |